# Dolní Žandov
Dolní Žandov är en ort i Tjeckien.   Den ligger i regionen Karlovy Vary, i den västra delen av landet, 130 km väster om huvudstaden Prag. Dolní Žandov ligger 537 meter över havet och antalet invånare är 1 204.
Terrängen runt Dolní Žandov är kuperad österut, men västerut är den platt.Runt Dolní Žandov är det ganska tätbefolkat, med 108 invånare per kvadratkilometer. Närmaste större samhälle är Cheb, 14,4 km nordväst om Dolní Žandov. I omgivningarna runt Dolní Žandov växer i huvudsak blandskog.